# Brusna (wieś)
Brusna (cyr. Брусна) – wieś w Bośni i Hercegowinie, w Republice Serbskiej, w gminie Foča. W 2013 roku liczyła 132 mieszkańców.